# Godofredo P. Ramos Airport

i7
i11
i13
Der Flughafen Caticlan (Filipino Paliparang Godofredo P. Ramos, englisch Caticlan Airport, IATA-Code: MPH, ICAO-Code: RPVE) ist ein Flughafen in der Provinz Aklan auf der Insel Panay in der Region Western Visayas (Philippinen).
Der Flughafen ist von der philippinischen Zivilluftfahrtbehörde (Civil Aviation Authority of the Philippines) als Inlandsflughafen der Kategorie Class 2 Principal Airport eingestuft.

## Infrastruktur
Der Flughafen verfügte ursprünglich über eine Start- und Landebahn mit einer Länge von 950 m und einer Breite von 30 m. Das Terminal des Flughafens besteht aus einer kleinen Gepäckausgabe sowie einem Warteraum (boarding-area) mit 120 Sitzplätzen. Aufgrund der sehr kurzen Start- und Landebahn konnte der Flughafen lange nur von kleineren Propellerflugzeugen oder von Jets kleiner als Boeing 737 oder Airbus A320 angeflogen werden. Überwiegend wurde der Flughafen daher von De Havilland DHC-8 der Airphil Express, ATR 72 der Cebu Pacific, Dornier 328, Let 410 der Tigerair Philippines und von verschiedenen Cessna-Modellen der 400er-Serie bedient.
Nachdem die Bahn auf 1800 m verlängert worden war, landete am 18. November 2016 erstmals ein Airbus A320 der Philippine Airlines in Caticlan.

## Fluggesellschaften und Flugziele
Der Flughafen MPH wird von folgenden Fluggesellschaften angeflogen:
| Fluggesellschaft                             | Flugziele                  |
| -------------------------------------------- | -------------------------- |
| Air Juan                                     | Busuanga, Cuyo, Tagbilaran |
| AirSWIFT                                     | El Nido                    |
| Cebu Pacific                                 | Cebu, Clark, Manila        |
| Cebu Pacific, operated by Cebgo              | Cebu, Manila               |
| Philippine Airlines, operated by PAL Express | Cebu, Clark, Manila        |
| Philippines AirAsia                          | Cebu, Clark, Manila        |
| Royal Air Philippines                        | Clark, Cebu                |
| SkyJet                                       | Manila                     |

## Zwischenfälle
- Am 19. Juli 2005 setzte eine Jak-40 der Interisland Airlines (Luftfahrzeugkennzeichen RP-C2803) auf dem Flughafen Caticlan vor der 950 m langen Landebahn auf. Beim Bergungsversuch brachte man das Fahrwerk zum Zusammenbrechen, woraufhin die Maschine zum Totalschaden wurde; sie konnte mit den vor Ort zur Verfügung stehenden Mitteln nicht wieder flugfähig gemacht werden. Von den 23 Personen an Bord kam niemand ums Leben. Im Jahr 2012 wurde das Wrack aufgekauft und vor der nahegelegenen Urlaubsinsel Boracay als Attraktion für Taucher versenkt.[8][9]

- Im Jahr 2009 kam es zu Einschränkungen beim Flugverkehr, nachdem zwei Xi’an MA60 der Zest Airways bei der Landung auf der nur 950 m langen Landebahn verunglückt waren.[10][11] Daraufhin erließ die Aufsichtsbehörde ein Start- und Landeverbot für Maschinen mit mehr als 50 Sitzplätzen und es wurden Auflagen für den Flughafen erlassen. Die Start- und Landebahn musste um 100 Meter verlängert und ein Hügel, der sich in der Anflugrichtung befand, abgetragen werden. Nach Abschluss der Arbeiten wurde der Flughafen wieder freigegeben. Die Fluggesellschaften Airphil Express und Cebu Pacific nahmen den Flugbetrieb im Jahre 2010 wieder auf, Zest Airways blieb dem Flughafen jedoch fern.